# Jeanuël Belocian
Jeanuël Belocian (Les Abymes, 17 de febrero de 2005) es un futbolista francés de origen guadalupeño. Juega de defensa central y su equipo actual es el Bayer Leverkusen de la Bundesliga, máxima categoría del fútbol alemán.

## Trayectoria
Debutó como profesional el 20 de marzo de 2022, el entrenador Bruno Génésio lo mandó a cancha en los minutos finales para enfrentar a Metz en el Roazhon Park ante más de 27000 espectadores, ganaron 6-1. Jugó su primer partido oficial con 17 años, fue el único en que tuvo participación durante la temporada 2021-2022.
En la temporada 2022-23 tuvo más minutos, debutó a nivel internacional en Europa League y totalizó 11 presencias con el club. Para la temporada siguiente, se afianzó en el primer equipo, jugó 27 partidos.
En junio de 2024 se anunció su fichaje por Bayer Leverkusen, a cambio de 15 millones de euros, firmó contrato hasta el 30 de junio de 2029.
Debutó en su nuevo club el 17 de agosto, en la Supercopa de Alemania 2024, fue titular para enfrentar a Stuttgart, empataron 2-2, fueron a penales, instancia en la que ganaron 6-5. A finales de octubre se lesionó el tobillo, su recuperación llevó un mes, volvió a jugar pero en enero de 2025 se rompió los ligamentos cruzados, por lo que se perdió el resto de la temporada 2024-25.

## Selección nacional
Ha sido internacional con la selección de Francia en las categorías juveniles sub-17, sub-18, sub-19 y sub-21.
En el año 2022 fue parte del plantel que ganó el Campeonato de Europa Sub-17, lo que significó el tercer título para Francia.

## Estadísticas
Actualizado al último partido citado el 21 de diciembre de 2024.
| Club                        | Div.          | Temporada     | Liga  | Liga  | Liga   | Copas nacionales | Copas nacionales | Copas nacionales | Copas internacionales | Copas internacionales | Copas internacionales | Total | Total | Total  |
| Club                        | Div.          | Temporada     | Part. | Goles | Asist. | Part.            | Goles            | Asist.           | Part.                 | Goles                 | Asist.                | Part. | Goles | Asist. |
| --------------------------- | ------------- | ------------- | ----- | ----- | ------ | ---------------- | ---------------- | ---------------- | --------------------- | --------------------- | --------------------- | ----- | ----- | ------ |
| Stade Rennes Francia        | 1.ª           | 2021-22       | 1     | 0     | 0      | -                | -                | -                | -                     | -                     | -                     | 1     | 0     | 0      |
| Stade Rennes Francia        | 1.ª           | 2022-23       | 8     | 0     | 0      | 0                | 0                | 0                | 3                     | 0                     | 0                     | 11    | 0     | 0      |
| Stade Rennes Francia        | 1.ª           | 2023-24       | 23    | 0     | 1      | 1                | 0                | 0                | 3                     | 0                     | 0                     | 27    | 0     | 1      |
| Stade Rennes Francia        | Total club    | Total club    | 32    | 0     | 1      | 1                | 0                | 0                | 6                     | 0                     | 0                     | 39    | 0     | 1      |
| Bayer Leverkusen · Alemania | 1.ª           | 2024-25       | 5     | 0     | 0      | 2                | 0                | 0                | 2                     | 0                     | 0                     | 9     | 0     | 0      |
| Bayer Leverkusen · Alemania | 1.ª           | 2025-26       | 0     | 0     | 0      | -                | -                | -                | -                     | -                     | -                     | 0     | 0     | 0      |
| Bayer Leverkusen · Alemania | Total club    | Total club    | 5     | 0     | 0      | 2                | 0                | 0                | 2                     | 0                     | 0                     | 9     | 0     | 0      |
| Total carrera               | Total carrera | Total carrera | 37    | 0     | 1      | 3                | 0                | 0                | 8                     | 0                     | 0                     | 48    | 0     | 1      |
| 1. 2.                       |               |               |       |       |        |                  |                  |                  |                       |                       |                       |       |       |        |

## Palmarés

### Títulos internacionales
| Título                      | Equipo               | País   | Sede |
| --------------------------- | -------------------- | ------ | ---- |
| Campeonato de Europa Sub-17 | Selección de Francia | Israel | 2022 |

### Títulos nacionales
| Título                | Equipo           | País     | Año  |
| --------------------- | ---------------- | -------- | ---- |
| Supercopa de Alemania | Bayer Leverkusen | Alemania | 2024 |